# Chiesa di San Michele Arcangelo (Olomouc)
La chiesa di San Michele Arcangelo (in ceco Kostel svatého Michaela archanděla) è un edificio di culto cattolico di rito romano della città di Olomouc, in Repubblica Ceca. 
Si tratta di un edificio barocco caratterizzato da tre cupole che si stagliano sull'orizzonte cittadino e costituisce uno dei simboli della città.

## Storia e descrizione

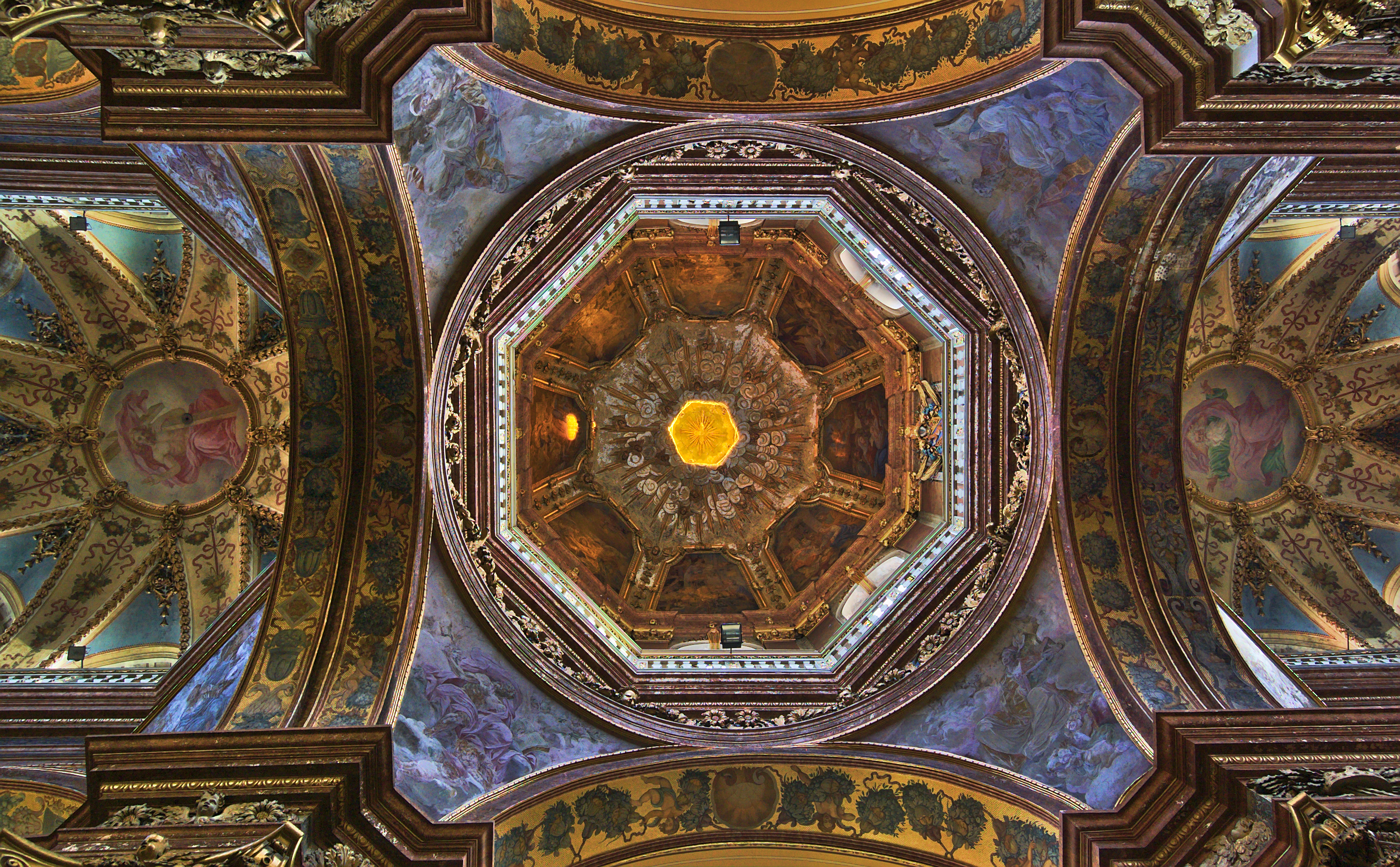
Veduta dell'interno con le tre cupole.

La chiesa sorse in stile gotico insieme all'annesso convento dei Domenicani nel XIV secolo. La sua fondazione risale al 1380 quando venne eretta sul versante nord-orientale del chiostro. 
Con gli incendi del 1398 e del 1404 le altre gallerie del chiostro vennero rifatte, in uno stile gotico più evoluto. Di quest'epoca restano la cappella di Sant'Alessio, del 1380, il chiostro e la torre del 1482.
Dopo le devastazioni degli Svedesi durante la Guerra dei Trent'anni, la chiesa venne completamente ricostruita nelle forme barocche attuali. Il cantiere iniziò nel 1676 su progetto del ticinese Giovanni Pietro Tencalla. La struttura muraria venne terminata nel 1686, quando si intraprese la ricca decorazione interna a stucchi e affreschi, completata nel 1703 da Baldassarre Fontana. La chiesa fu consacrata il 9 maggio 1707, ma già nel luglio del 1709 venne danneggiata da un incendio e subito restaurata.
L'edificio è caratterizzato da tre cupole che simboleggiano la Santissima Trinità, al loro interno rivestite di affreschi. L'organo della chiesa è originale e venne realizzato nel 1706 dal mastro organaro David Sieber da Brno.
Il convento venne completamente ristrutturato in stile neoclassico nel 1840, quando passò ai Salesiani divenendo seminario vescovile con il nome di Salesianum.

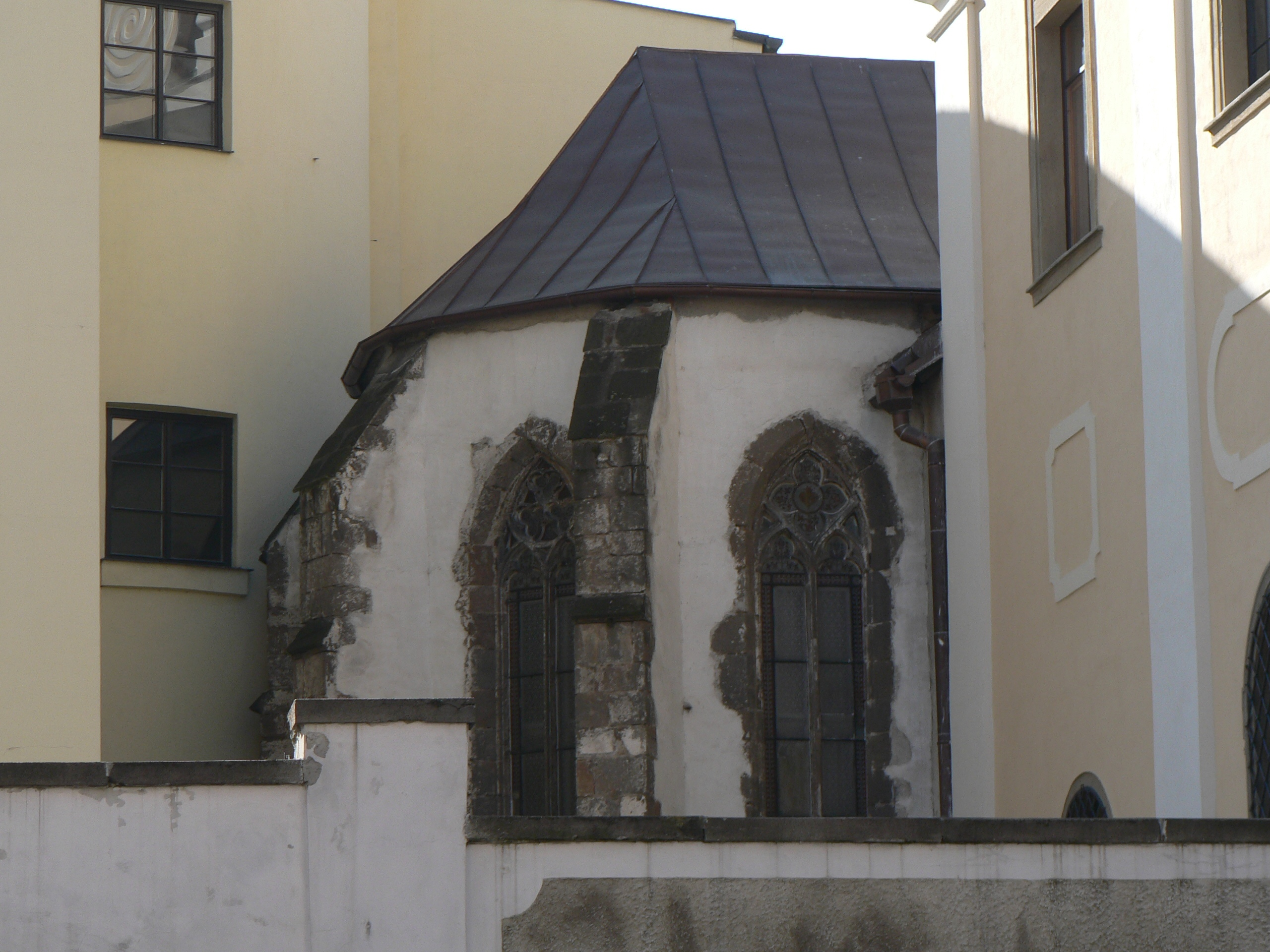
La gotica cappella di Sant'Alessio.
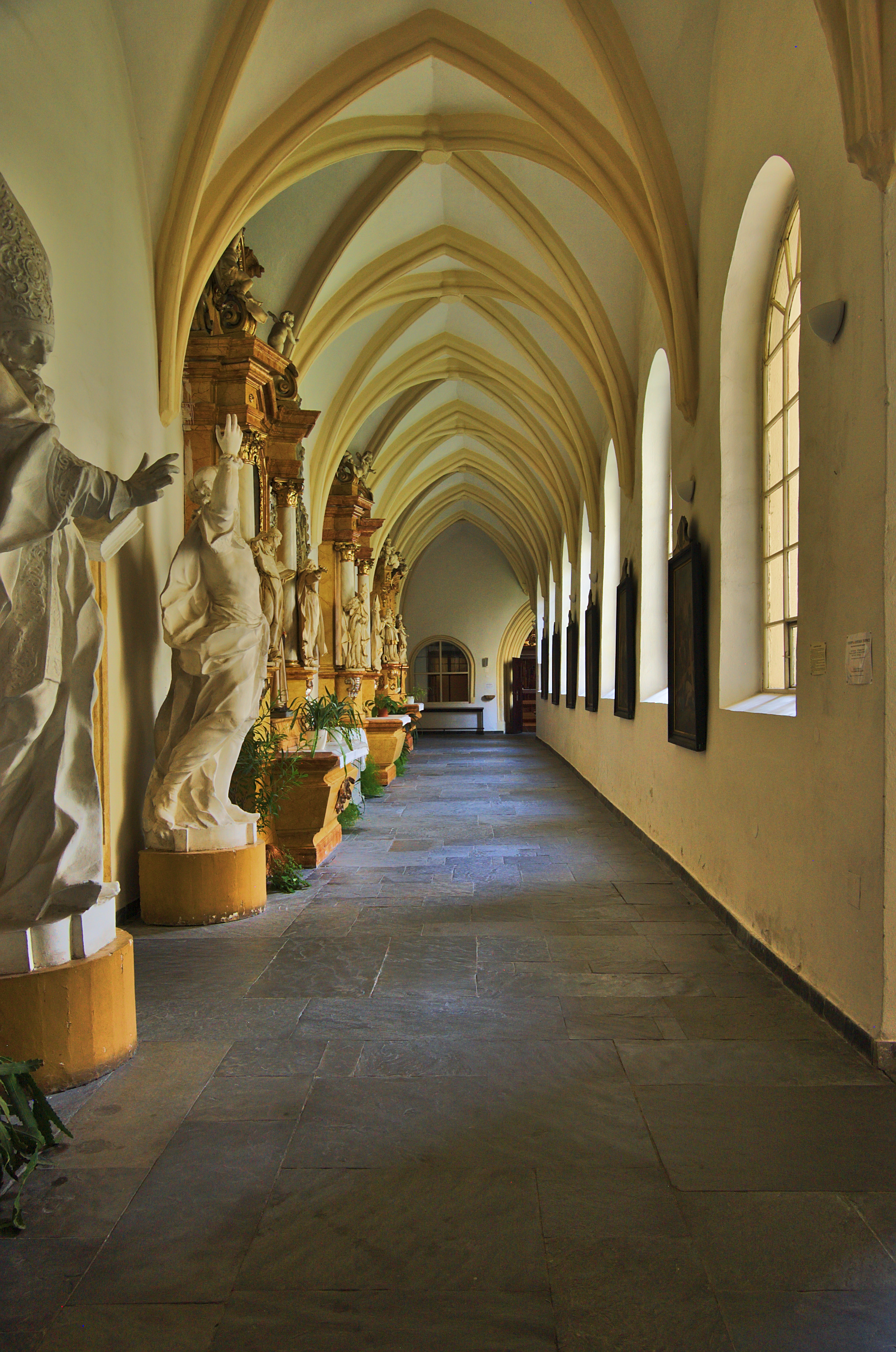
Il chiostro.
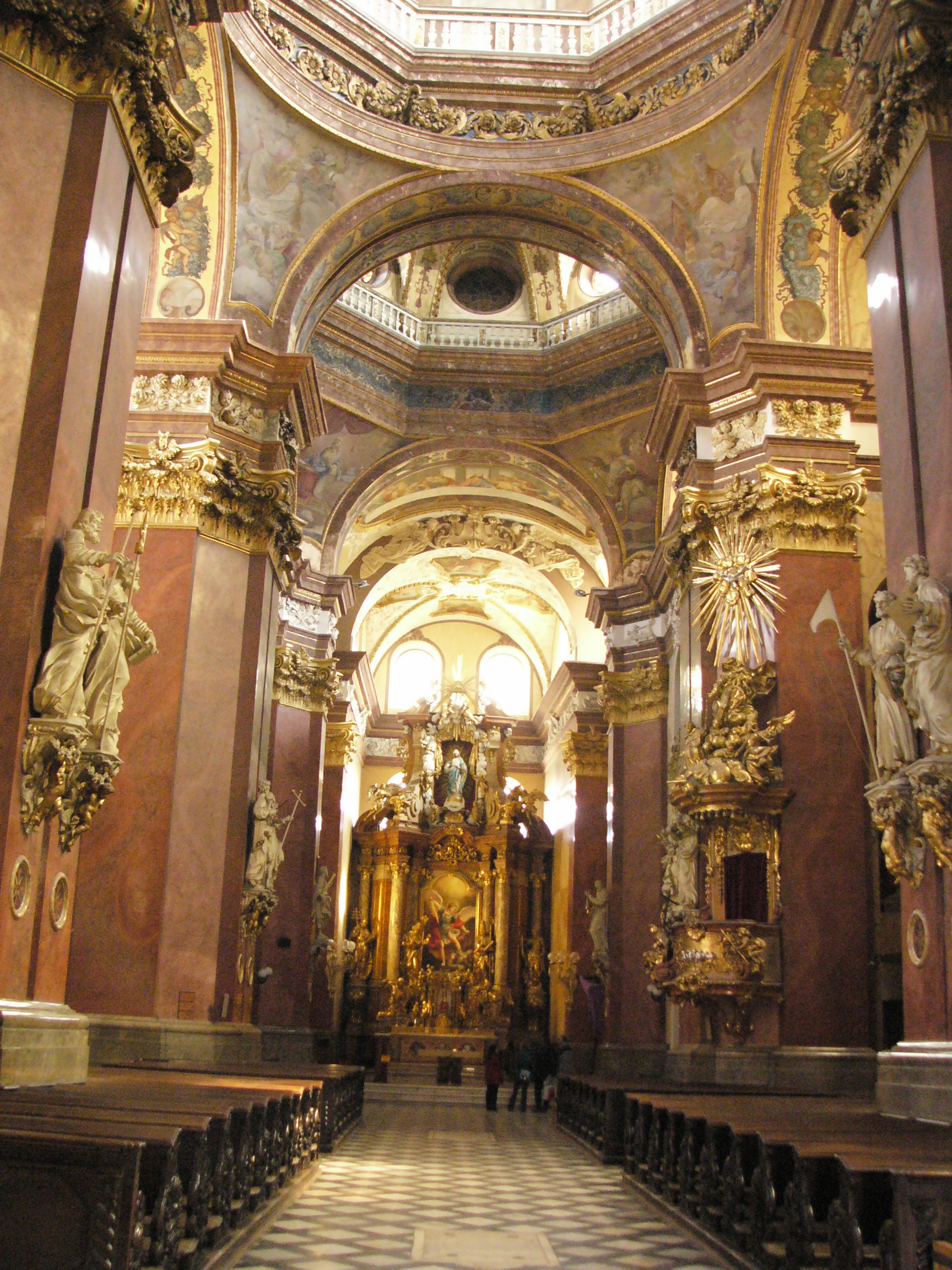
L'interno della chiesa.
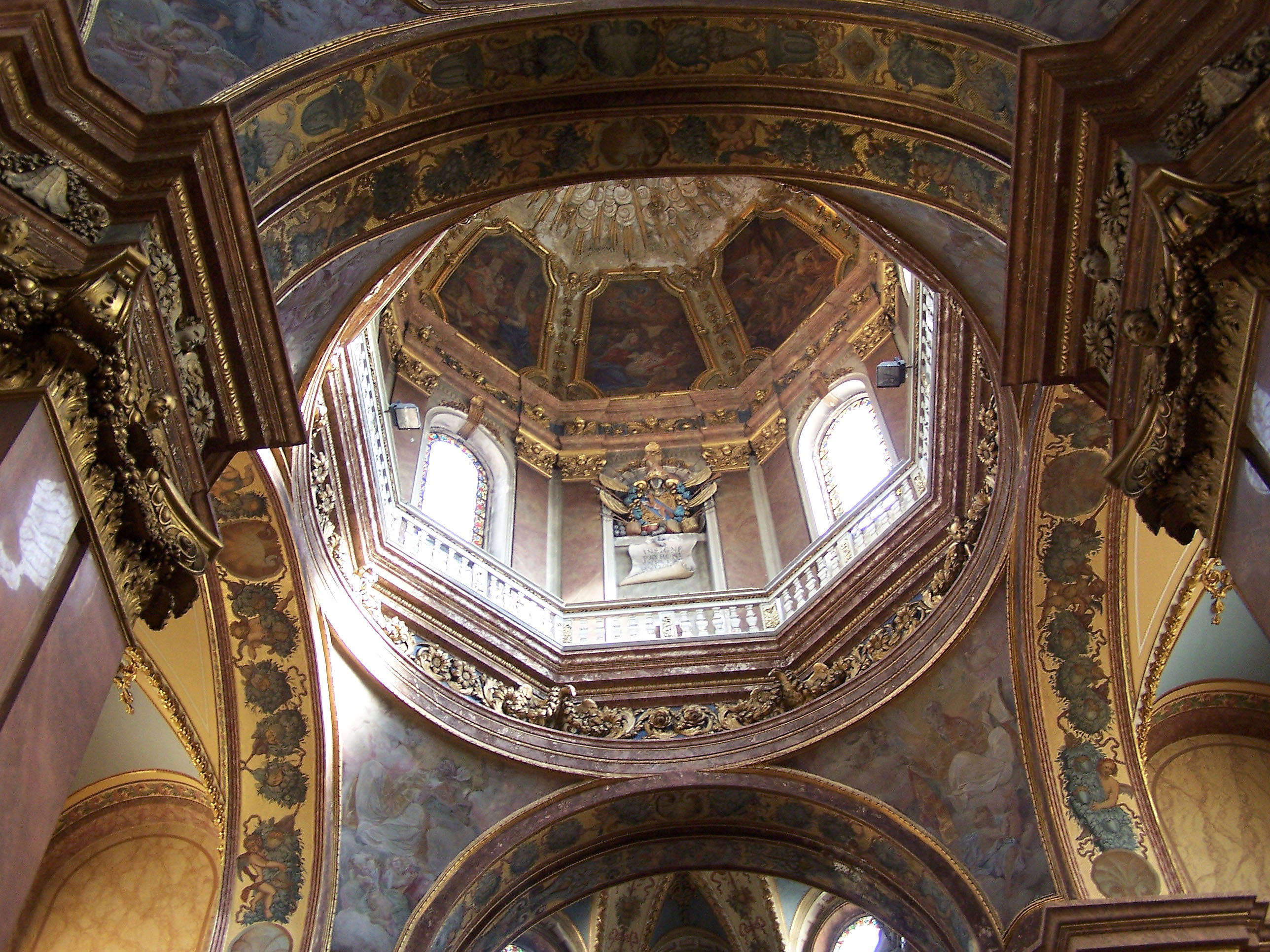
Particolare di una cupola.
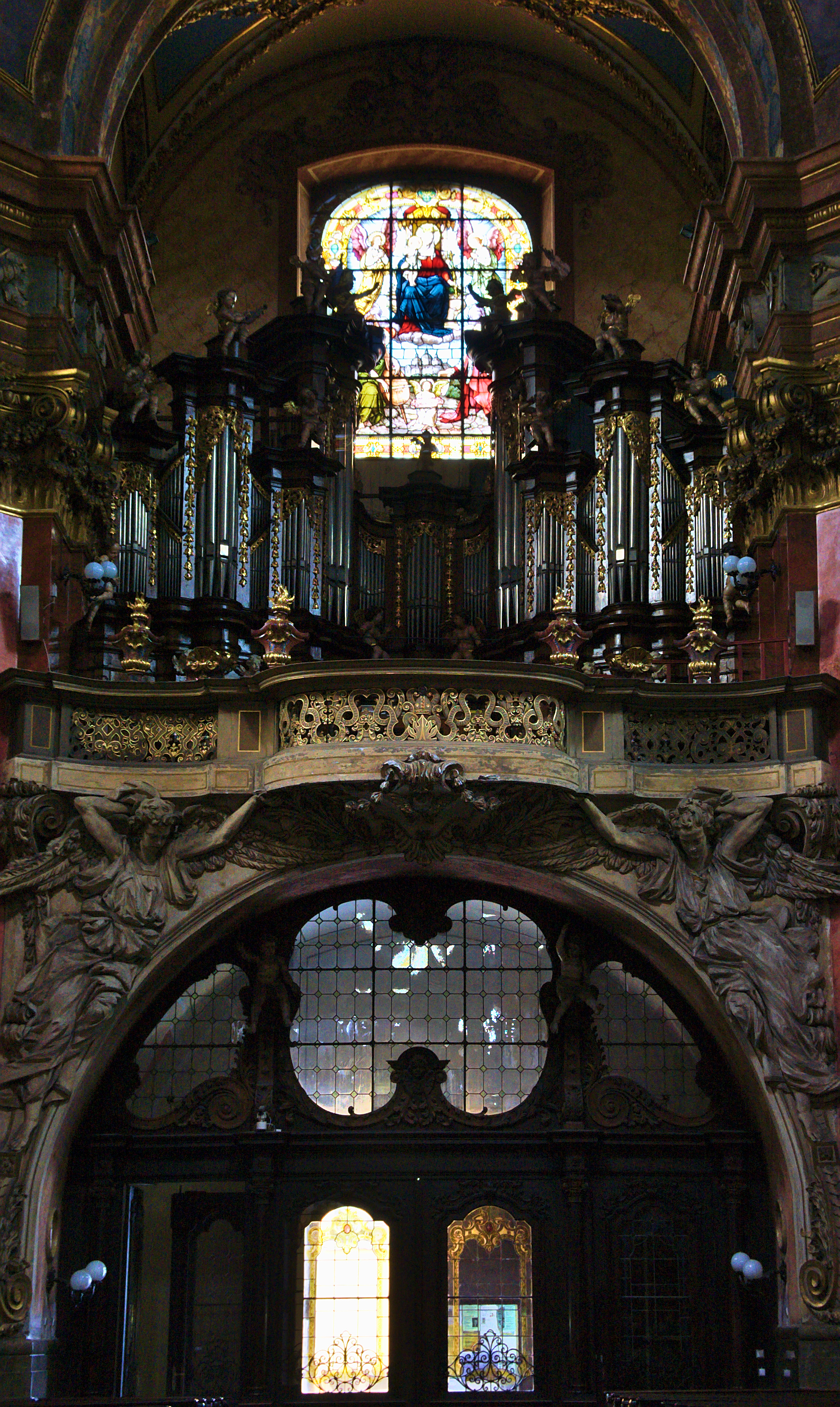
L'organo del 1706.
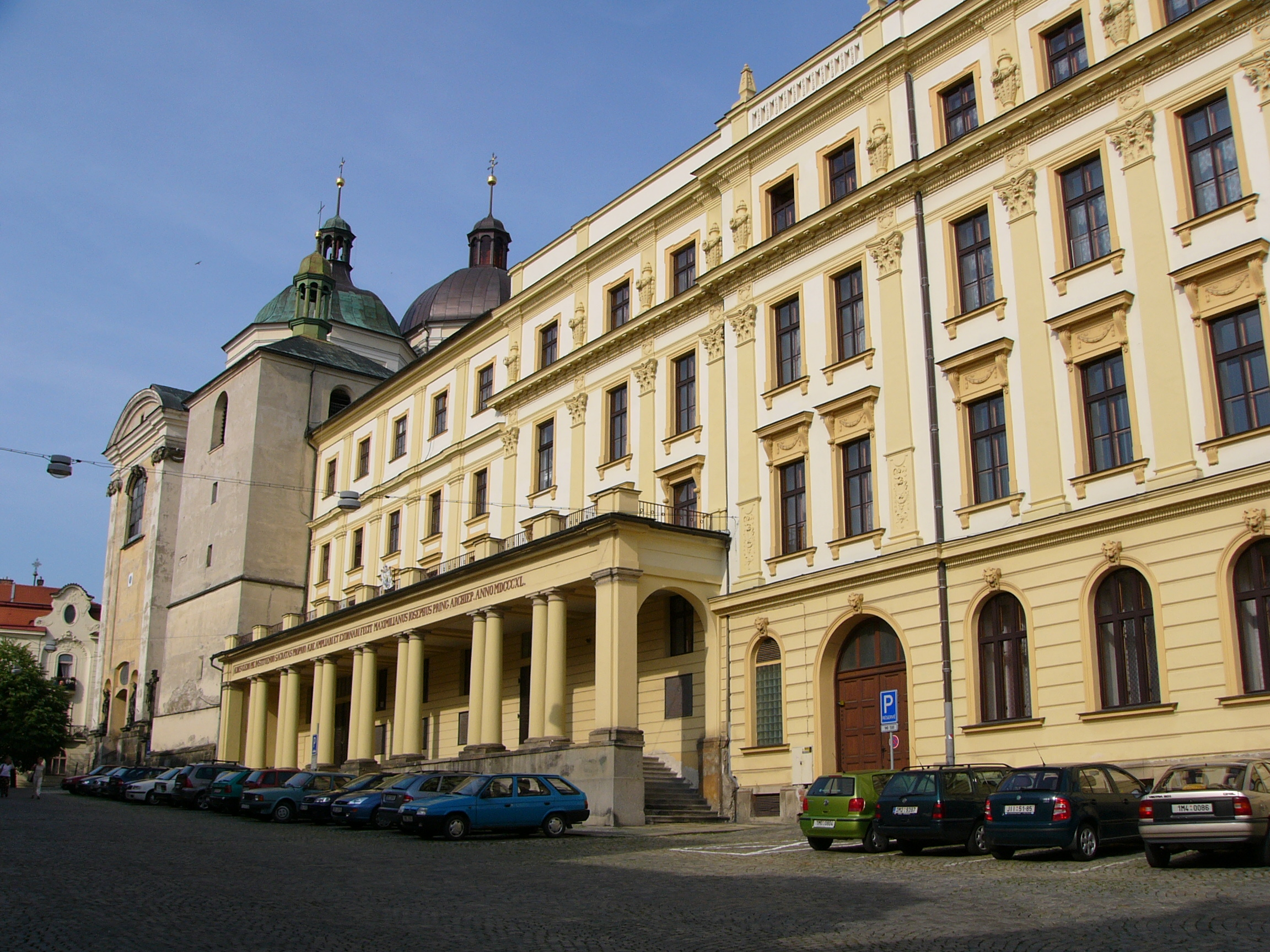
Il Salesianum.